# شارلوته لورانس
شارلوت لورانس (بالإنجليزية: Charlotte Lawrence)‏ هي مغنية أمريكية، ولدت في 8 يونيو 2000 في لوس أنجلوس في الولايات المتحدة.

## وصلات خارجية
- شارلوته لورانس على موقع IMDb (الإنجليزية)
- شارلوته لورانس على موقع ميوزك برينز (الإنجليزية)
- شارلوته لورانس على موقع أول ميوزيك (الإنجليزية)
- شارلوته لورانس على موقع ديسكوغز (الإنجليزية)
- شارلوته لورانس على موقع قاعدة بيانات الفيلم (الإنجليزية)